# リー・トンプソン (俳優)
リー・トンプソン（Lea Thompson, 1961年5月31日 - ）は、アメリカ合衆国出身の女優、テレビドラマ監督。

## 来歴
ミネソタ州ロチェスター出身。子供の頃からダンスを学び、ミネソタ・ダンス・シアターやペンシルベニアのバレエカンパニーで踊る。20歳の時に女優に転身し、コマーシャルなどに出演するようになる。1983年の『ジョーズ3』で本格的にデビュー。1985年の『バック・トゥ・ザ・フューチャー』で主人公の母親を演じて知られるようになった。
日本では数多くの雑誌の表紙を飾り、銀座ジュエリーマキのテレビコマーシャルに出演するなど、一時期はアイドル並の人気を博していた。
1990年代中ごろからはテレビ出演が多く、また2000年代中ごろからはテレビドラマの監督も多く務める。
プライベートでは『ジョーズ3』のセットで知り合ったデニス・クエイドと婚約していたこともあったが、1989年に『恋しくて』の監督ハワード・ドゥイッチと結婚。娘は女優のゾーイ・ドゥイッチとマデリーン・ドゥイッチである。

## エピソード
トンプソン自身の知名度を大いに上げるきっかけとなった『バック・トゥ・ザ・フューチャー』で、主演のマイケル・J・フォックスとは、映画が公開された40年近くが経過した現在でも親交が深く、ファンコンベンションなどで毎年何度か会う仲であると語っている。
しかし当初,トンプソンはフォックスにかなり傲慢な態度を取って、冷たく接していたのを今でもハッキリと覚えていると振り返っている。
その理由に映画で2度共演し、当初マーティ・マクフライを演じていたものの撮影途中で降板となったエリック・ストルツと仲が良かった事から、トンプソンもハリウッドスター若手候補のストルツの降板に納得がいかなかった事や、当時アメリカで大ヒットしていたテレビドラマ『ファミリー・タイズ』で主演していたフォックスをこの映画では主役ではあったものの「ただのテレビスター」として見ており『ジョーズ3』などにも出演した事のあるハリウッドスターとしての自負のあったトンプソンは、フォックスを格下の存在と位置付けていた。
DVD版特典メニューによると、6週間撮った映画を最初から撮り直す状況や、フォックス出演の条件である「テレビドラマ優先」による映画撮影は、平日深夜または休日のみという条件下での撮影も相まって、フォックスに対ししばらくは冷たかったという。
（当時は映画とテレビは出演者やスタッフの中でも境界線が引かれていた事や、ロバート・ゼメキス監督は当初からマーティの第一候補にフォックスを推薦していたものの、当時上記テレビドラマに出演していてフォックスが多忙だった事を懸念し、スタジオ側はストルツを起用したのも原因）
しかし、映画の撮影が進んでいく内に、冷たい態度を取っていたにも関わらず、フォックスのジョークやユーモアあふれる人物像に打ち解け、一緒に撮影するのが楽しかったとも語り、フォックスに対する認識を改め、最終的に制作陣がストルツを降板させた判断も正しかったと受け入れられるようになったとのこと。
実際に、ストルツとフォックスの両名と一緒に同じ芝居した経験のあるトンプソンは、「すでにエリックと撮影をしていたので、マイケルとやり直した時、全く違うのが分かりました」と述べている。

## 主な出演作品

### 映画
| 公開年 | 邦題 原題                                                         | 役名                         | 備考                 | 吹き替え |
| ------ | ----------------------------------------------------------------- | ---------------------------- | -------------------- | --- |
| 1983年 | ジョーズ3 Jaws 3-D                                                | ケリー・アン・ブコウスキ     |                      | 麻上洋子（日本テレビ版） |
| 1983年 | トム・クルーズ/栄光の彼方に All the Right Moves                   | リサ                         | 日本ではVHSスルー    | 松本梨香（日本テレビ版） |
| 1984年 | 若き勇者たち Red Dawn                                             | エリカ                       |                      | 岡本麻弥（TBS版） |
| 1984年 | ワイルド・ライフ The Wild Life                                    | アニタ                       | 日本ではVHSスルー    | （吹き替え版なし） |
| 1985年 | バック・トゥ・ザ・フューチャー Back to the Future                 | ロレイン・マクフライ         |                      | 佐々木優子（ソフト版） 高島雅羅（テレビ朝日版） 佐々木優子（フジテレビ版） 小林沙苗（BSジャパン版） 沢城みゆき（日本テレビ版）   |
| 1986年 | スペースキャンプ Space Camp                                       | キャスリン・フェアリー       |                      | 玉川砂記子（テレビ朝日版） 笠原弘子（NHK版）                                                                                     |
| 1986年 | ハワード・ザ・ダック/暗黒魔王の陰謀 Howard the Duck               | ベヴァリー                   |                      | 佐々木優子（フジテレビ版） 井上喜久子（TBS版） 小林沙苗（VOD版）                                                                 |
| 1987年 | 恋しくて Some Kind of Wonderful                                   | アマンダ                     |                      | 岡本麻弥（機内上映版） |
| 1988年 | マイ・ディア・ボディガード Yellow Pages                           | マリゴールド・デ・ラ・ハント | 日本ではVHSスルー    | |
| 1988年 | カジュアル・セックス? Casual Sex?                                 | ステイシー                   |                      | |
| 1988年 | さよなら魔法使い The Wizard of Loneliness                         | シビル                       |                      | 高島雅羅 |
| 1989年 | ナイトブレーカー Nightbreaker                                     | サリー・マシューズ           | テレビ映画           | 佐々木優子 |
| 1989年 | バック・トゥ・ザ・フューチャー PART2 Back to the Future Part II   | ロレイン・マクフライ         |                      | 佐々木優子（ソフト版） 高島雅羅（テレビ朝日版） 小林沙苗（BSジャパン版） 沢城みゆき（日本テレビ版）                              |
| 1990年 | バック・トゥ・ザ・フューチャー PART3 Back to the Future Part III  | マギー・マクフライ           |                      | 佐々木優子（ソフト版） 高島雅羅（テレビ朝日版） 日野由利加（日本テレビ版1） 小林沙苗（BSジャパン版） 沢城みゆき（日本テレビ版2） |
| 1992年 | ドク・ソルジャー/白い戦場 Article 99                              | ロビン                       | 日本ではVHSスルー    | 井上喜久子（ソフト版） 佐々木優子（テレビ東京版）                                                                                |
| 1993年 | わんぱくデニス Dennis the Menace                                  | アリス・ミッチェル           |                      | 加藤みどり |
| 1993年 | ビバリー・ヒルビリーズ/じゃじゃ馬億万長者 The Beverly Hillbillies | ローラ・ジャクソン           |                      | 土井美加 |
| 1994年 | 愛妻が遺した妻 The Substitute Wife                                | エイミー・ハイタワー         | テレビ映画           | 戸田恵子 |
| 1994年 | ちびっこギャング The Little Rascals                               | ロバーツ夫人                 | 日本ではDVDスルー    | |
| 1996年 | クライム・タイム The Right to Remain Silent                       | クリスティーン               | テレビ映画           | |
| 2007年 | カリフォルニア・ドリーミング Out of Omaha                         | ジンジャー                   | 日本ではテレビ放送   | |
| 2007年 | HIGHJACK ハイジャック Final Approach                              | アリシア・ベンダー           | テレビ映画           | 佐々木優子 |
| 2008年 | スパイ・スクール Spy School                                       | クレア・ミラー               | 日本ではテレビ放送   | （吹き替え版なし） |
| 2008年 | エグジット・スピード Exit Speed                                   | マウディ・マクミン           | 日本ではDVDスルー    | 佐々木優子 |
| 2011年 | パーフェクト・プラン 完全なる犯罪計画 Thin Ice (The Convincer)    | ジョー・アン・プロハスカ     | 日本ではDVDスルー    | （吹き替え版なし） |
| 2012年 | J・エドガー J. Edgar                                              | リーラ・ロジャース           |                      | 片貝薫 |
| 2014年 | レフト・ビハインド Left Behind                                    | アイリーン・スティール       |                      | 佐々木優子 |
| 2015年 | バック・イン・タイム Back in Time                                 |                              | ドキュメンタリー映画 | |
| 2017年 | ウェディング・ゲスト Literally, Right Before Aaron                | デブ                         | 日本ではDVDスルー    | |
| 2018年 | シエラ・バージェスはルーザー Sierra Burgess Is a Loser            | ミセス・バージェス           |                      | 佐々木優子 |
| 2018年 | 若草物語 Little Women                                             | ミセス・マーチ               |                      | |
| 2020年 | ディナー・イン・アメリカ Dinner in America                        | ベティ                       |                      | |
| 2022年 | Unplugging                                                        | Brenda Perkins               |                      | N/A |

### テレビシリーズ
| 放映年          | 邦題 原題                                                  | 役名                     | 備考                                        | 吹き替え   |
| --------------- | ---------------------------------------------------------- | ------------------------ | ------------------------------------------- | ---------- |
| 1995年          | フレンズ Friends                                           | キャロライン・ダフィー   | Episode: "The One with the Baby on the Bus" |            |
| 1995年 - 2000年 | キャロライン in N.Y. Caroline in the City                  | キャロライン・ダフィー   | 主演、計97話出演                            |            |
| 1998年          | ウーマン/愛と情熱の果てに A Will of Their Own              | アマンダ                 | ミニシリーズ                                |            |
| 2002年 - 2003年 | For the People                                             | カミール・パリス         | 計18話出演                                  | N/A        |
| 2004年          | LAW & ORDER:性犯罪特捜班 Law & Order: Special Victims Unit | ミシェル・オズボーン     | Episode: "Birthright"                       |            |
| 2011年 - 2012年 | スイッチ ～運命のいたずら～ Switched at Birth              | キャスリン               | 計30話出演                                  | 佐々木優子 |
| 2013年          | ファミリー・ガイ Family Guy                                | ロレイン・マクフライ     | 声の出演 シーズン12第1話「Finders Keepers」 |            |
| 2013年          | CSI:科学捜査班 CSI: Crime Scene Investigation              | ジェニファー・ローズ     | シーズン14第7話「捜査官の鉄則」             | 佐々木優子 |
| 2016年          | アメリカン・ダッド American Dad!                           | キャロライン・ダフィー   | 声の出演                                    |            |
| 2016年 - 2017年 | SCORPION/スコーピオン Scorpion                             | ヴェロニカ・ディニーン   | 計4話出演                                   | 佐々木優子 |
| 2020年          | それいけ! ゴールドバーグ家 The Goldbergs                   | フラン                   | 計1話出演                                   |            |
| 2022年          | スタートレック:ピカード Star Trek: Picard                  | ダイアン・ウェルナー博士 | カメオ出演                                  |            |
| 2023年          | お騒がせ探偵!スペンサー・シスターズ The Spencer Sisters    | ヴィクトリア・スペンサー | 計10話出演                                  | 佐々木優子 |
| 2023年          | インビンシブル 〜無敵のヒーロー〜 Invincible               | キャロル                 | 声の出演                                    |            |

### 監督
| 年              | 邦題 原題                                                  | 備考                                          |
| --------------- | ---------------------------------------------------------- | --------------------------------------------- |
| 2006年          | Jane Doe: The Harder They Fall                             | テレビ映画                                    |
| 2008年          | Jane Doe: Eye of the Beholder                              | テレビ映画                                    |
| 2013年 - 2017年 | スイッチ 〜運命のいたずら〜 Switched at Birth              | 計4話                                         |
| 2016年 - 2021年 | それいけ! ゴールドバーグ家 The Goldbergs                   | 計7話                                         |
| 2017年          | The Year of Spectacular Men                                |                                               |
| 2018年          | American Housewife                                         | Episode: "The Venue"                          |
| 2018年          | Mom                                                        | Episode: "Esta Loca and a Little Kingdom"     |
| 2019年 - 2020年 | Schooled                                                   | 計6話                                         |
| 2019年          | The Kids Are Alright                                       | Episode: "Mass for Shut-Ins"                  |
| 2020年          | ヤング・シェルドン Young Sheldon                           | 「悩めるペイジと聞き上手なシェルドン」        |
| 2020年          | Katy Keene                                                 | Episode: "Chapter Eleven: Who Can I Turn To?" |
| 2020年          | Stargirl                                                   | Episode: "Shiv Part One"                      |
| 2022年          | スタートレック:ピカード Star Trek: Picard                  | シーズン2第3、4話                             |
| 2022年 - 2024年 | レジデント・エイリアン 〜宇宙からの訪問者〜 Resident Alien | シーズン2第5、6話、シーズン3第2話             |

## 日本語吹き替え
『バック・トゥ・ザ・フューチャー』（ソフト版）以降、佐々木優子が同シリーズをはじめ、大半の作品で担当している。
同シリーズで演じたロレイン・マクフライは本国によるオーディションであり、声優という仕事に不安を感じていた時期に合格したことで自信に繋がったと回想している。
このほかにも、高島雅羅、小林沙苗、岡本麻弥、井上喜久子なども複数回、声を当てている。